# Солнечный (Ханты-Мансийский автономный округ)
Солнечный — посёлок в России, находится в Сургутском районе, Ханты-Мансийского автономного округа — Югры. Входит в состав Сельского поселения Солнечный.
Население — 12 885 чел. (2021).

## География
Климат резко континентальный, зима суровая, с сильными ветрами и метелями, продолжающаяся семь месяцев. Лето относительно тёплое, но быстротечное.

## История
В 1975 году в состав Барсовского поселкового совета вошёл новый посёлок «Барсово-2». Он возник при базировании производственного треста «Сургуттрубопроводстрой» объединения «Обътрубопроводстрой» в 17 километрах от Сургута.
Барсово-2 планировался как вахтовый поселок. Первыми его жителями стали рабочие треста. Они жили в вагончиках, и первоначально здесь не планировалось создавать сколько-нибудь постоянную инфраструктуру и социальную сферу. В статусе вахтового поселка Барсово-2 просуществовал 5 лет.
В 1980 году распоряжением Совета министров РСФСР Сургутскому лесхозу было предписано выделить тресту «Сургуттрубопроводстрой» 49,7 гектара земли для строительства посёлка с правом вырубки леса под сооружения. С этого исторического события началась история посёлка Солнечный и его застройка.
Первыми были построены три сборно-щитовых дома, учебный комбинат и столовая, а в 1984 году вырос жилой микрорайон и запустили котельную. Доподлинно неизвестно кому конкретно пришла идея дать поселку название Солнечный. Этот исторический факт, несмотря на относительно небольшой возраст поселения, перешёл в область преданий.
«Солнце» – это слово у каждого человека ассоциируется с теплом и нежными лучами нашего дневного светила, поэтому жителям, обживающим суровые северные места, хотелось, чтобы их посёлок носил теплое, светлое имя. Они часто замечали, что когда над всей прилегающей территорией была пасмурная погода, над посёлком светило солнце. Отсюда и появилось название «Солнечный». 14 мая 1985 года решением Исполнительного комитета Сургутского района посёлку было официально присвоено это название, он вошёл в состав Белоярского сельского совета.
31 января 1994 года Первый заместитель главы администрации Ханты-Мансийского автономного округа Сергей Собянин подписал документ, в котором значилось: «Перенести административный центр Белоярского сельсовета Сургутского района из поселка Белый Яр в поселок Солнечный, оставив прежнее наименование сельсовета – Белоярский».
В 1997 году по договоренности с администрацией Сургутского района Санкт-Петербургский научно-исследовательский центр «Экоград» разработал генеральный план развития Солнечного. Согласно плану, посёлок благоустраивается, сносятся старые, ветхие «деревяшки», а на их месте возводятся 3-, 4-, 9-этажные капитальные дома. Первый дом был сдан в эксплуатацию в конце 1999 года, а к началу 2013 года их насчитывается уже 22.
В 2006 году был введен в эксплуатацию спортивный комплекс «Атлант», в этом же году жители получили прекрасный сквер отдыха, на центральной площади которого проходят праздничные мероприятия. В красивом месте построена белокаменная церковь. Спустя десятилетия Солнечный превращается в современный, благоустроенный посёлок.
В настоящее время в состав сельского поселения Солнечный входит ещё два населённых пункта: деревня Сайгатина и поселок АСС ГПЗ.

## Население
| 2002 | 2010    | 2021    |
| ---- | ------- | ------- |
| 9763 | ↗10 103 | ↗12 885 |